# Rāya
Rāya är en ort i Indien.   Den ligger i distriktet Mathura och delstaten Uttar Pradesh, i den norra delen av landet, 130 km söder om huvudstaden New Delhi. Rāya ligger 185 meter över havet och antalet invånare är 20 008.
Terrängen runt Rāya är mycket platt. Runt Rāya är det tätbefolkat, med 591 invånare per kvadratkilometer. Närmaste större samhälle är Mathura, 13,0 km sydväst om Rāya. Trakten runt Rāya består till största delen av jordbruksmark.